# 卡姆揚卡 (赫梅利尼茨基區)
49°13′45″N 26°17′18″E / 49.22917°N 26.28833°E
卡姆揚卡（羅馬化：Kamianka）是位於烏克蘭西部的赫梅利尼茨基州赫梅利尼茨基區薩塔尼夫市鎮的村莊。該村面積1.59平方公里，海拔高度310米，2001年人口567，人口密度每平方公里356.2人。